# Subverzija
Subverzija (iz latinskog jezika subversor,  "revolucionar“, ili onaj „koji donosi preobrat“) je pojam koji može imati različita značenja.
Obavještajni stručnjaci na hrvatskom govornom području za subverziju koriste termin "specijalni rat'".

## Politička subverzija
Politička subverzija (specijalni rat) je obuhvaća aktivnosti usmjerene na potkopavanje vojne, gospodarske, psihološke ili političke snage i morala neke državne zajednice.
Pojam se često koristi diskriminirajuće ili manipulativno za skupine ljudi za koje se tek sluti ili samo navodi njihovu navodnu subverzivnost. U nekim režimima ukupnoj se opoziciji predbacuje subverzivnost.
Metode subverzije mogu biti:
- metode terora:  širenje panike, prijetnje iznuđivanjem, krađe, otmice, ozljede ili ubojstva predstavnika, članova, dobrovoljnih pomagača ili pomoćnika postojećeg poretka.
- diverzantsko djelovanje: Otudivanje, oštećenje ili uništenje robe i komponenti infrastrukture, koja služi za održavanje postojećeg poretka.
- diverzija: širenje glasina ili neistinitih informacija, ili izobličenje poruka i dokumenta, otvorene ili skrivene propagande protiv tog poretka.

Stvaranje supkulture koja je u suprotnosti s tradicionalnom službenom kulturom i službenim sustavom vrijednosti ili u suprotnosti s vlastitom kulturom.
U Južnoameričkim vojnim diktaturama između 1970. i 1980. godine i realsocijalističkim diktaturama pojam subverzija i "antidržavni"  je bio zajednički pojam za sve političke protivnike. To je služilo kao opravdanje za uhićenja i ubojstva čitavih dijelova stanovništva.